# Klaus Pavel (Unternehmer)
Klaus Peter Pavel (* 26. Juni 1938 in Berlin) ist ein deutscher Unternehmer und Pferdesport-Funktionär. 

## Leben und Wirken
Der Sohn von Waldtraut Wessig und ihrem Ehemann, dem Berliner Unternehmer Herbert Pavel wuchs zusammen mit seinem Bruder Andreas Pavel seit seinem 12. Lebensjahr in Brasilien auf, wo sein Vater ab 1950 das Unternehmen Matarazzo Industries in São Paulo restrukturieren sollte. Im Jahr 1955 kehrte Klaus Pavel mit seinem mittlerweile geschiedenen Vater nach Deutschland zurück, wo dieser mit seinem Bruder Horst Pavel die Rheinische Nadelfabriken GmbH in Aachen übernahm. 
Klaus Pavel studierte Fertigungstechnik an der RWTH Aachen und schloss dieses Studium mit der Prüfung zum Dipl.-Ing. ab. Am 20. Oktober 1970 stieg er in das väterliche Unternehmen ein und übernahm ab 1974 als Geschäftsführender Gesellschafter die gesamte Rhein-Nadel-Gruppe. Nun als Rhein-Nadel Maschinenbau firmierend, verlagerte sich der Schwerpunkt des Unternehmens zur Zuführtechnik mit Tochterfirmen und Niederlassungen in Deutschland, der Schweiz, Großbritannien und Spanien. In dieser Zeit konnte Pavel zahlreiche Patente beim Patentamt anmelden. 2003 verkaufte er die letzte im Unternehmen verbliebene Nadelproduktionssparte und konzentrierte sich fortan ausschließlich auf den Bereich der Automation und erschloss neue Märkte in Ostasien und Osteuropa.
Zum Jahreswechsel 2013/2014 übertrug Klaus Pavel seinem Sohn Christopher den Posten des Geschäftsführenden Gesellschafters.
Privat engagierte Pavel sich beim Aachen-Laurensberger Rennverein, den er in der Zeit von 1993 bis 2010 als Präsident leitete. In dieser Zeit entwickelte sich das jährliche CHIO Aachen zu einem wesentlichen Wirtschafts- und Werbefaktor der Stadt Aachen. Auch die Ausrichtung der fünften Weltreiterspiele 2006 fiel in die Zeit seiner Präsidentschaft.
Nach dem Tod seines Vaters übernahm Pavel dessen Funktion als Honorarkonsul Brasiliens. Gemeinsam mit seiner Frau Gudrun (* 1939) gründete er die Fundação Pavel, die sich im brasilianischen Bundesstaat Maranhão der Kinder- und Jugendarbeit widmet. Hierfür erhielt das Ehepaar 2016 den Segen des Papstes Franziskus. Gudrun Pavel wurde im Mai 2017 mit dem Bundesverdienstkreuz Erster Klasse ausgezeichnet.

## Ehrungen
- Deutsches Reiterkreuz in Gold der Deutschen Reiterlichen Vereinigung (November 2006).[8]
- Goldener Ehrenring der Stadt Aachen (2006).[9]
- Ehrenpräsident des ALRV (2010).[10]
- Aachener CHIO-Auszeichnung (2011).[11]
- Verdienstorden des Landes Nordrhein-Westfalen (2018)[12]
- Rio-Branco-Orden im Rang eines Offiziers (2022)[13][14]
- Bundesverdienstkreuz Erster Klasse (2023)[15]